# Gare de Châtillon-en-Michaille
Pour les articles homonymes, voir Gare de Châtillon.
La gare de Châtillon-en-Michaille est une ancienne gare ferroviaire française de la ligne de Bourg-en-Bresse à Bellegarde située sur le territoire de l'ancienne commune de Châtillon-en-Michaille, devenue le 1er janvier 2019 une commune déléguée de Valserhône, dans le département de l'Ain, en région Auvergne-Rhône-Alpes.
Elle est ouverte en 1882 par la Compagnie des Dombes et des chemins de fer du Sud-Est avant de devenir en 1884 une gare du réseau de la Compagnie des chemins de fer de Paris à Lyon et à la Méditerranée (PLM).
Le 26 mai 1990, la fermeture de la section de ligne entre La Cluse et Bellegarde-sur-Valserine par Société nationale des chemins de fer français met fin à la desserte voyageurs. Cette section de ligne est rouverte après d'importants travaux en décembre 2010 pour le transit des TGV assurant la liaison entre Paris et Genève. À cette occasion, la voie d'évitement est allongée pour permettre le croisement d'unités multiples de TGV.
Le bâtiment voyageurs, à l'abandon depuis plusieurs années, est démoli en avril 2017 après deux incendies consécutifs.

## Situation ferroviaire
Établie à 461 mètres d'altitude, la gare de Châtillon-en-Michaille est située au point kilométrique (PK) 59,214 de la ligne de Bourg-en-Bresse à Bellegarde (voie unique), entre les gares de Saint-Germain-de-Joux (fermée) et de Bellegarde.
Gare d'évitement, elle dispose d'une deuxième voie pour le croisement des trains.

## Histoire
Les études des frères Lucien et Félix Mangini, de la  Compagnie des Dombes et des chemins de fer du Sud-Est, du tracé pour une ligne de la Cluse à Bellegarde prévoient notamment que le tracé « (…) passe à Charix et à Saint-Germain-de-Joux, franchit la rivière de Tacon, le contrefort de Trébillet au moyen d'un souterrain, traverse la route no 84 et redescend jusqu'à la station de Châtillon (…) ». Cet avant-projet fait l'objet d'une enquête d'utilité publique, en 1872, n'est contesté que sur la partie entre La Cluse et Nantua. Il est ensuite inclus dans la convention de concession signée le 6 février 1877.
La « gare de Châtillon-de-Michaille » est mise en service le 1er avril 1882 par la Compagnie des Dombes et du Sud-Est, lorsqu'elle ouvre à l'exploitation sa ligne de La Cluse à Bellegarde, prolongement de son autre ligne de Bourg à La Cluse.
Elle devient une gare du réseau de la Compagnie des chemins de fer de Paris à Lyon et à la Méditerranée (PLM) le 1er janvier 1884, lors de la vente de la ligne par la Compagnie des Dombes, puis de la SNCF lors de la nationalisation en 1938.
La fermeture du tronçon de La Cluse à Bellegarde (section de la ligne de Bourg-en-Bresse à Bellegarde) le 26 mai 1990 entraine celle de la gare.
Entre septembre 2005 et décembre 2010, la ligne connaît d'importants travaux de régénération pour le transit des TGV assurant la liaison entre Paris et Genève (réfection de la plateforme et de la voie, électrification, signalisation). La section entre La Cluse et Bellegarde reste cependant fermée au trafic omnibus, la gare n'est donc pas rouverte à cette occasion. Son évitement est toutefois allongé pour permettre le croisement d'unités-multiples de TGV.
L'ancien bâtiment voyageurs, désaffecté du service ferroviaire, est abandonné pendant plusieurs années après avoir servi un temps d'habitation. Il est finalement démoli en avril 2017 après deux incendies successifs.